# Феофанія Музалонісса
Феофанія Музалонісса (*θεοθάνου Μουζαλώνισσα, д/н — бл. 1090) — дружина Тмутараканського князя Олега Святославича. Єдина згадка про те, що Феофанія була дружиною Олега, міститься у Любецькому синодику.

## Життєпис
Походила зі знатного візантійського роду Музалонів. Про батьків відсутні відомості. Втім є згадки, що Феофанія була стрийною майбутньому патріарху Константинополя Миколаю IV. За різними відомостями, 1079 або 1081 року вийшла заміж за Олега Святославича, претендента на Чернігів. За різними свідченнями, це сталося за наполяганнями імператора Никифора III або Олексія I.
У 1083 році разом з чоловіком за підтримки візантійського флоту та війська прибула до Криму, де Олег Святославич оволодів Тмутараканським князівством. Ймовірно, вплив Феофанії був доволі значним у князівстві, оскільки вона мала власну печатку, яку знайдено у 1912 році при археологічних дослідженнях Керчі. Там є напис «Господи, допоможи своїй рабині Феофанії, архонтісі Русії, Музалоніссі» (натепер зберігається в музеї Ермітаж, Російська Федерація). Завдяки візантійській підтримці, що забезпечувала Музалонісса, Олег зумів значно зміцнитися в Криму та на Тамані. Водночас було забезпечено постачання харчів та найманців до Константинополя.
Померла Феофанія близько 1090 року.

## Родина
Чоловік — Олег Святославич, князь Тмутараканський.
Діти:
- Марія (? — 1146), дружина Петра Властовича, палатина польського князя Болеслава III Кривоустого

Висуваються версії, що її синами також були:
- Всеволод (? — 1146), князь сіверський (1115—1127), чернігівський (1127—1139), великий князь київський (1139—1146)
- Ігор (? — 1147), князь путивльський (1127—1142), берестейсько-дорогичинський (1142—1146), великий князь київський (1146)
- Гліб (? — 1138)